# Henry d'Avigdor-Goldsmid
Pour les articles homonymes, voir Goldsmid.
Henry d'Avigdor-Goldsmid (10 juin 1909 - 11 décembre 1976), 2e baronnet (en), est un général, homme d'affaires et homme politique britannique.

## Biographie
Fils d'Osmond d'Avigdor-Goldsmid (en) et frère de James d'Avigdor-Goldsmid, il suit ses études à Harrow School et Balliol College (Oxford). Il hérite de Somerhill House en 1940.
Il rejoint l'armée et termine avec le grade de major-général.
Après la Seconde Guerre mondiale, il devient membre du Kent County Council en 1946, Freeman of the City of London, Justice of the Peace, Deputy Lieutenant en 1949 et High Sheriff of Kent en 1953.
Il entame une carrière dans les affaires, devient président de l'Anglo-Israel Bank en 1961 et de Pergamon Press de 1969 à 1971.
Il est membre de la Chambre des communes de 1955 à 1974. Il est nommé Secrétaire privé parlementaire par Duncan Sandys.
Il devient membre du Horserace Totalisator Board en 1973.

## Source de la traduction
- (en) Cet article est partiellement ou en totalité issu de l’article de Wikipédia en anglais intitulé « Henry d'Avigdor-Goldsmid » (voir la liste des auteurs).